# MIRC
De chatclient mIRC is een shareware-IRC-client voor Windows, in 1995 ontworpen door Khaled Mardam-Bey en tot op de dag van vandaag doorontwikkeld. Oorspronkelijk kon het programma dienen als IRC-client, maar door de ingebouwde scripttaal kan het programma tegenwoordig ook gebruikt worden als IRC-bot, Mp3-speler, DCC-server (bestanden delen) of spelplatform (mIRC-games).
MIRC is een van de populairste IRC-clients voor Windows, met bijna 41 miljoen downloads (juni 2014) van de grote downloadsite download.com en een populariteitswaarde van 100% op Tucows. Sommige (beginnende) gebruikers maken de vergissing te spreken over een "mIRC-server" of "mIRC-channel", terwijl mIRC niet het protocol is, maar alleen een programma om verbinding te maken met een IRC-server.
Er is geen officiële betekenis van de m aan het begin van de naam mIRC. In Khaled Mardam-Beys persoonlijke FAQ wordt gezegd dat het "waarschijnlijk voor moo of zelfs MU" staat.
Dankzij de ingebouwde scripting-mogelijkheden is het programma volledig naar wens aan te passen. Dit is een van de redenen dat het de populairste IRC-client geworden is voor het Windows-platform.

## Belangrijkste kenmerken
- Geavanceerde, op events gebaseerde ingebouwde scripttaal
- Mogelijkheid om met meerdere servers tegelijkertijd verbinding te maken
- Ondersteuning voor het CTCP-protocol
- Ondersteuning voor chatten en bestanden delen via het DCC-protocol
- Ingebouwde DCC-bestandsserver (fserve) waarmee gebruikers door bestanden op een andere computer kunnen bladeren en deze kunnen downloaden
- Spraakherkenning- en spraaksynthese-ondersteuning door functionaliteit van andere programma's te benutten
- SSL-ondersteuning (niet ingebouwd)
- Unicode (in de vorm van UTF-8)-ondersteuning
- Ondersteuning voor IPv6

## Kritiek
Kritiek op mIRC gaat meestal over de veiligheid van het programma. Doordat de ingebouwde scripttaal een aantal opdrachten kent waarmee bepaalde scriptcode kan worden versleuteld en uitgevoerd, is het mogelijk een nietsvermoedende gebruiker ertoe over te halen gevaarlijke scriptcode uit te voeren. Hierbij worden vooral de $exec- en $decode-commando's misbruikt. Een kwaadwillende gebruiker kan bijvoorbeeld een andere IRC gebruiker overhalen om het commando $exec($decode(versleutelde scriptcode)) uit te voeren, waardoor de scriptcode wordt uitgevoerd zonder dat de ontvangende gebruiker deze heeft kunnen controleren. Vanaf versie 6.17 is deze functionaliteit standaard uitgeschakeld, net zoals verscheidene andere potentieel gevaarlijke opties.
Ook ondersteunt mIRC gekleurde, vetgedrukte en onderstreepte tekst (om onbekende redenen wordt schuingedrukte tekst niet ondersteund), wat geen deel is van de officiële IRC-standaard. Door de populariteit van mIRC zijn andere clients min of meer gedwongen deze functionaliteit ook te ondersteunen.

## Easter eggs
MIRC staat van oudsher bekend om de vele Easter eggs die erin voorkomen.

### Slap!
Waarschijnlijk de beroemdste (en beruchtste) functie van mIRC is de mogelijkheid om, door met de rechtermuisknop op de naam van een andere gebruiker te klikken en de optie Slap! te kiezen, een boodschap te laten verschijnen in de vorm van A slaps B around a bit with a large trout. Dit is in principe niets meer dan een voorgeprogrammeerde /me-IRC-opdracht, en kan worden uitgeschakeld door de verantwoordelijke regel in de instellingen van mIRC te verwijderen. Een Slap!-actie kan in sommige channels een verbanning opleveren.

### Andere Easter eggs
- In het About-venster, dat standaard opent als het programma voor de eerste keer wordt uitgevoerd, kan door de letters A-R-N-I-E in te typen het logo veranderen in een foto van een stoffen dinosaurus.
- Door met de linkermuisknop op neus van de dinosaurus te klikken kan een piepend geluid worden afgespeeld.
- Als willekeurig ergens met de rechtermuisknop wordt geklikt in het About-venster zal er een pixel stuiteren op de I in het woord "mIRC" onderin in het copyright gedeelte.
- Met de rechtermuisknop op de laatste knop (about) in de werkbalk klikken laat deze knop in een smiley veranderen. In eerdere versies werd bij elke klik met de rechtermuisknop een andere tooltip getoond.
- Het commando /xyzzy laat een tekst "Nothing happens." zien.